# گورستان آشی هرمیان سفلی
قبرستان آشی هرمیان سفلی مربوط به دوره اشکانیان است و در شهرستان ثلاث باباجانی، بخش ازگله، روستای هرمیان سفلی واقع شده و این اثر در تاریخ ۴ خرداد ۱۳۸۴ با شمارهٔ ثبت ۱۱۷۹۵ به‌عنوان یکی از آثار ملی ایران به ثبت رسیده است.